# Acutandra delahayei
Acutandra delahayei – gatunek chrząszcza z rodziny kózkowatych i podrodziny pędeli (Parandrinae).
Gatunek ten został opisany w 2012 roku przez Thierry'ego Bouyera, Alaina Drumonta i Antonia Santosa-Silvę, którzy jako miejsce typowe wskazali Mont Café.
Kózka o ciele długości od 14,5 mm do 19,1 mm. Ubarwiona rudobrązowo, miejscami czarniawo. Zewnętrza strona żuwaczek u nasady umiarkowanie prosta, nienabrzmiała. Obszar między nadustkiem a przegubami gładki, bez wgłębienia, a szew między przegubami słabo zaznaczony. Czułki o stosunkowo długim członie jedenastym. Przednie kąty przedtułowia silnie zbliżone do tylnej krawędzi oka. Pokrywy punktowane grubo i wyraźnie, a żeberka na nich słabo zaznaczone. Tylne golenie bez ząbków między zębem górnym a środkowym. Tylne stopy są wyraźnie wysmuklone i wydłużone.
Chrząszcz afrotropikalny, endemiczny dla Wyspy Świętego Tomasza.